# Clemar Bucci
 Clemar Bucci  va ser un pilot de curses automobilístiques argentí que va arribar a disputar curses de Fórmula 1.
Clemar Bucci va néixer el 4 de setembre del 1920 a Zenón Pereyra, Argentina, mort el 12 de gener del 2011.

## A la F1
Va debutar a la cinquena cursa de la temporada 1954 (la cinquena temporada de la història) del campionat del món de la Fórmula 1, disputant el 17 de juliol del 1954 el GP de Gran Bretanya al Circuit de Silverstone.
Clemar Bucci va participar en cinc curses puntuables pel campionat de la F1, disputades en dues temporades diferents, les corresponents als anys 1954 i 1955.

## Resultats a la Fórmula 1
| Any  | Equip                     | Xassís   | Motor    | 1        | 2   | 3   | 4   | 5       | 6       | 7       | 8       | 9   | Posició | Punts |
| ---- | ------------------------- | -------- | -------- | -------- | --- | --- | --- | ------- | ------- | ------- | ------- | --- | ------- | ----- |
| 1954 | Equipe Gordini            | Gordini  | Gordini  | ARG      | 500 | BEL | FRA | GBR Ret | ALE Ret | SUI Ret | ITA Ret | ESP | -       | 0     |
| 1955 | Officine Alfieri Maserati | Maserati | Maserati | ARG Ret* | MON | 500 | BEL | HOL     | GBR     | ITA     |         |     | -       | 0     |

(*) Cotxe compartit.

### Resum
| Curses: | Victòries: | Pòdiums: | Poles: | Voltes ràpides: | Punts: |
| ------- | ---------- | -------- | ------ | --------------- | ------ |
| 5       | 0          | 0        | 0      | 0               | 0      |